# Glide
Glide foi uma API proprietária para gráficos 3D criada pela 3dfx e utilizada em suas placas de vídeo Voodoo Graphics. Foi desenvolvida pra obter um bom desempenho em jogos, com suporte a aceleração de geometria (polígonos) e texturização inicialmente, em formatos idênticos aos utilizados internamente em suas placas, sendo responsável pela popularização dos aceleradores Voodoo e de seu predomínio durante o final da década de 1990. A popularização do DirectX e a implementação do OpenGL nas outras placas de vídeo contribuiu com o fim do Glide e de sua criadora.
As especificações técnicas do Glide são baseados no OpenGL, muitas de suas 250 funções internas foram eliminadas e apenas aquelas com utilidade em jogos foram mantidas, o que tornou a API pequena o bastante para ser implementada no próprio chipset, no caso os processadores Voodoo.
A combinação do desempenho das placas Voodoo com a simplicidade de uso da API Glide ajudou no domínio das placas Voodoo o mercado de jogos na segunda metade da década de 1990 . O nome Glide foi escolhido para indicar suas raízes GL, sendo suficientemente diferente para evitar processos relativos ao uso indevido de marca. A empresa também apoiou um driver MiniGL, compatível com diversos jogos baseados no jogo Quake.
Com a entrada de novos concorrentes no mercado, a 3dfx conseguiu manter a liderança em desempenho por algum tempo, apoiado na forte integração entre seu hardware e o Glide . Após alguns anos, produtos de marcas como nVidia superavam os produtos Voodoo sob as APIs padrão do mercado. A 3dfx respondeu abrindo o código fonte da API Glide . Naquela época, a maior parte dos esforços da empresa - e dos criadores de jogos - já havia se voltado às APIs abertas.
Jogos criados para Glide podem ser executados em placas modernas sem suporte a Glide com o uso de wrappers.